# Autographa ampla
Autographa ampla ist ein in Nordamerika vorkommender  Schmetterling (Nachtfalter) aus Familie der  Eulenfalter (Noctuidae).

## Merkmale

### Falter
Die Falter erreichen eine Flügelspannweite von 36 bis 44 Millimetern. Die Grundfarbe der Vorderflügeloberseite ist hellgrau bis graubraun. Das Mittelfeld ist zwischen Innenrand und Medianader schwarzbraun verdunkelt und wird von einer weißlichen äußeren sowie einer gleichfarbigen inneren Querlinie begrenzt. Die silberweiß schimmernde Makel ist zu einer U-förmigen Linie reduziert. Im Apex hebt sich ein dunkelbrauner Fleck ab. Die Hinterflügeloberseite  ist zeichnungslos graubraun. Der Thorax ist pelzig behaart und mit dichten Haarbüscheln bestückt.

### Raupe
Ausgewachsene Raupen sind grün gefärbt und mit nur zwei Paaren von Bauchfüßen versehen. Sie zeigen mehrere schmale weißliche Nebenrückenlinien sowie einen dünnen gelblichen Seitenstreifen.

### Ähnliche Arten
- Syngrapha epigaea unterscheidet sich durch eine kleine, tropfenförmig gebogene silberweiße Makel im Mittelfeld der Vorderflügeloberseite.[1]
- Syngrapha orophila unterscheidet sich durch die gelbe Farbe auf der Hinterflügeloberseite.[2]

## Verbreitung und Vorkommen
Autographa ampla kommt vom  Süden Kanadas bis in den Süden der USA vor. Die Art besiedelt bevorzugt lichte Wälder sowie feuchte Auwälder entlang von Bächen und Flüssen.

## Lebensweise
Die Falter fliegen in einer Generation, schwerpunktmäßig zwischen Juni und August. Sie sind nachtaktiv und fliegen künstliche Lichtquellen an. Die Raupen ernähren sich von den Blättern einer Vielzahl von Bäumen und Sträuchern, dazu zählen Weiden (Salix), Pappeln (Populus), Erlen und Birken (Betula). Als Nahrungsquelle der Raupen dienen ebenfalls die Blätter von Rubus-Arten, Schneeballarten (Viburnum), Felsenbirnen (Amelanchier), Brennnesseln (Urtica), Heidelbeeren (Vaccinium) sowie der Kanadischen Büffelbeere (Shepherdia canadensis). Die Art überwintert als Raupe.